# Fotbal Club Argeș Pitești
FC Argeș Pitești é um clube da Liga 1 (liga principal 2006 - 2007) de futebol da Romênia situado na cidade de Pitești.
Após o título da Liga II, o clube já se prepara para temporada 2025-26.

## Títulos
•	Liga I: (2) 1971-72, 1978-79
•	Liga II: (1) 2024-25 